# Tożsamość i Demokracja
Tożsamość i Demokracja (ang. Identity and Democracy, ID) – grupa polityczna w Parlamencie Europejskim IX kadencji, istniejąca w latach 2019-2024. Była złożona z partii skrajnie prawicowych i eurosceptycznych.

## Historia
12 czerwca 2019 ogłoszono, że grupa będąca sukcesorem frakcji Europa Narodów i Wolności, nazywać się będzie „Identity and Democracy”, oraz że w jej skład wejdzie włoska Liga Północna, francuskie Zjednoczenie Narodowe i niemiecka Alternatywa dla Niemiec. W skład grupy weszła również fińska Perussuomalaiset, która dotychczas była członkiem Europejskich Konserwatystów i Reformatorów. Przewodniczącym frakcji został ogłoszony Marco Zanni. 13 czerwca 2019 liderka Zjednoczenia Narodowego Marine Le Pen ogłosiła, że frakcja rozpoczęła działalność, mając w składzie 73 eurodeputowanych. Frakcja nie została odnowiona w Parlamencie Europejskim X kadencji. Większość jej członków dołączyła do nowej frakcji Patrioci za Europą.

## Partie członkowskie
| Państwo  | Partia                                                                 | Skrót | Frakcja w latach 2014–2019       | Europosłowie |
| -------- | ---------------------------------------------------------------------- | ----- | -------------------------------- | ------------ |
| Austria  | Wolnościowa Partia Austrii Freiheitliche Partei Österreichs            | FPÖ   | ENF                              | 3/19         |
| Belgia   | Interes Flamandzki Vlaams Belang                                       | VB    | ENF                              | 3/21         |
| Czechy   | Wolność i Demokracja Bezpośrednia Svoboda a přímá demokracie           | SPD   | brak                             | 1/21         |
| Dania    | Duńska Partia Ludowa Dansk Folkeparti                                  | DF    | ECR                              | 1/14         |
| Estonia  | Estońska Konserwatywna Partia Ludowa Eesti Konservatiivne Rahvaerakond | EKRE  | brak                             | 1/7          |
| Francja  | Zjednoczenie Narodowe Rassemblement national                           | RN    | ENF                              | 18/79        |
| Holandia | Partia Wolności Partij voor de Vrijheid                                | PVV   | ENF                              | 1/29         |
| Niemcy   | Alternatywa dla Niemiec Alternative für Deutschland                    | AfD   | ECR (2014–2016) EFDD (2016–2019) | 9/96         |
| Włochy   | Liga Północna Lega Nord                                                | Lega  | ENF                              | 23/73        |